# Marietta-Alderwood
Marietta-Alderwood és una concentració de població designada pel cens dels Estats Units a l'estat de Washington. Segons el cens del 2000 tenia 3.594 habitants.

## Demografia
Segons el cens del 2000, Marietta-Alderwood tenia 3.594 habitants, 1.517 habitatges, i 929 famílies. La densitat de població era de 232,4 habitants per km².
Dels 1.517 habitatges en un 28,7% hi vivien nens de menys de 18 anys, en un 45,5% hi vivien parelles casades, en un 11,6% dones solteres, i en un 38,7% no eren unitats familiars. En el 27,4% dels habitatges hi vivien persones soles el 6,8% de les quals corresponia a persones de 65 anys o més que vivien soles. El nombre mitjà de persones vivint en cada habitatge era de 2,37 i el nombre mitjà de persones que vivien en cada família era de 2,9.
Per edats la població es repartia de la següent manera: un 23% tenia menys de 18 anys, un 12,2% entre 18 i 24, un 30,2% entre 25 i 44, un 23,8% de 45 a 60 i un 10,8% 65 anys o més.
L'edat mediana era de 35 anys. Per cada 100 dones de 18 o més anys hi havia 97,9 homes.
La renda mediana per habitatge era de 39.902 $ i la renda mediana per família de 43.194 $. Els homes tenien una renda mediana de 35.875 $ mentre que les dones 27.167 $. La renda per capita de la població era de 21.322 $. Aproximadament l'11,3% de les famílies i el 15,6% de la població estaven per davall del llindar de pobresa.

## Poblacions més properes
El següent diagrama mostra les poblacions més properes.